# Skalsko
Skalsko è un comune della Repubblica Ceca facente parte del distretto di Mladá Boleslav, in Boemia Centrale. È famoso per essere il luogo natale del cardinale arcivescovo di Vienna Christoph Schönborn.